# 무사 둠비아
무사 둠비아(프랑스어: Moussa Doumbia, 1994년 8월 15일 ~ )는 사우디아라비아의 알아달라에서 공격형 미드필더와 왼쪽 윙어로 활약하고 있는 말리의 축구 선수이다. 코트디부아르 출신으로 말리 국가대표팀에서 뛰고 있다.

## 구단 경력
2014년 6월 16일, 러시아 프리미어리그의 로스토프와 4년 계약을 맺었다.
2017년 2월 25일, 2016-17 시즌 잔여 기간 동안 아르세날 툴라로 임대 이적하였다.
2018년 6월 27일 프랑스 클럽 랭스와 4년 계약을 체결했다.
2022년 6월 29일, 둠비아는 소쇼와 3년 계약을 맺고 입단했다.
2023년 8월 3일 사우디아라비아의 알아달라에 입단하였다.

## 국가대표팀 경력
2014년 6월 29일, 둠비아는 선전시에서 열린 중국과의 경기에서 말리 축구 국가대표팀 데뷔 전을 치렀고, 팀은 3-1로 승리했다.
2016년 10월 코트디부아르와의 경기에서 둠비아는 코트디부아르 선수와 충돌한 후 의식을 잃었다. 코트디부아르 국가대표팀의 세르주 오리에 선수는 숨이 막히는 것을 막기 위해 임시 기관 튜브로 두 손가락을 입 안에 넣어 숨이 막히는 것을 막음으로써 둠비아의 생명을 구했다.